# Amauropelma beyersdorfi
Espèce
Amauropelma beyersdorfi est une espèce d'araignées aranéomorphes de la famille des Ctenidae.

## Distribution
Cette espèce est endémique d'Himachal Pradesh en Inde,.

## Publication originale
- Jäger, 2012 : Asian species of the genera Anahita Karsch 1879, Ctenus Walckenaer 1805 and Amauropelma Raven, Stumkat & Gray 2001 (Arachnida: Araneae: Ctenidae). Zootaxa, no 3429, p. 1-63.